# Szász Lenke
Szász Lenke (Nagyborosnyó, 1947. január 7. –) erdélyi tanár, eszperantista, az Eszperantó Világszövetség tagja.

## Életpályája
A marosvásárhelyi Pedagógiai Főiskola bölcsészkarán végzett román-magyar szakon 1968-ban. 1978-ig magyar nyelvet és irodalmat tanított 
Felsősófalván. 1978-től a parajdi Áprily Lajos Általános Iskola romántanára volt. 1989 után ideje nagy 
részét az eszperantó nyelv terjesztésére fordította. Nyelvtanfolyamokat, kiállításokat szervezett, eszperantóból és eszperantóra fordított. 
Elsőként fordította eszperantóból magyarra Anna Löwenstein A kőváros című regényét.

## Fordításai

### Fordítások magyarra
- Anna Lövenstein: A kőváros (regény), Világhírnév Kiadó, Kolozsvár, 2014.
- W. Klag: Hétemeletes kórház (1991)
- T. Sekelj: A havak embere (1993)
- T. Sekelj: Ha nem tudnám, hogy mesterséges (1993)
- Umberto Eco: A tökéletes nyelv keresése (1994)
- Umberto Eco: Korlátozott racionalitás és eszperantó (1995)

### Fordítások eszperantóra
- Szemlér Ferenc: La triĝiba monto (A Szentháromság-hegy)
- Ioan Slavici: La muelilo de la fortuno (Moara cu noroc – A jószerencse malma)